# Churriana de la Vega (kommunhuvudort)
Churriana de la Vega är en kommunhuvudort i Spanien. Den ligger i provinsen Provincia de Granada och regionen Andalusien, i den södra delen av landet, 400 km söder om huvudstaden Madrid. Churriana de la Vega ligger 663 meter över havet och antalet invånare är 12 001.
Terrängen runt Churriana de la Vega är kuperad åt sydost, men åt nordväst är den platt. Runt Churriana de la Vega är det ganska tätbefolkat, med 65 invånare per kvadratkilometer. Närmaste större samhälle är Granada, 5,9 km nordost om Churriana de la Vega. Trakten runt Churriana de la Vega består till största delen av jordbruksmark.